# Hodejov
Hodejov (allemand : Großgeis,  hongrois : Várgede) est un village de Slovaquie situé dans la région de Banská Bystrica.

## Histoire
La première mention écrite du village date de 1280.
La localité fut annexée par la Hongrie après le premier arbitrage de Vienne le 2 novembre 1938. En 1938, on comptait 1 621 habitants dont 20 d'origine juive. Elle faisait partie du district de Rimavská Sobota (hongrois : Rimaszombati járás). Le nom de la localité avant la Seconde Guerre mondiale était Hodejov/Vár-Gede. Durant la période 1938 - 1945, le nom hongrois Várgede était d'usage. À la libération, la commune a été réintégrée dans la Tchécoslovaquie reconstituée.

## Démographie

### Évolution de la population
| Année:               | 1994. | 2004.   | 2014.    | 2024.   |
| -------------------- | ----- | ------- | -------- | ------- |
| Nombre de personnes: | 1319  | 1379    | 1637     | 1513    |
| Différence:          |       | +4,54 % | +18,70 % | -7,57 % |

| Année:               | 2023. | 2024.   |
| -------------------- | ----- | ------- |
| Nombre de personnes: | 1509  | 1513    |
| Différence:          |       | +0,26 % |